# Hapax legomenon
Hapax legomenon az a kifejezés, amely egyszer fordul elő egy adott korpuszban. A fogalom a görög „egyszer olvasott” jelentésű ἅπαξ λεγόμενον nemzetközileg elterjedt átírása. Röviden sokszor csak hapax, ez esetben nem különül el a hapax eirémenon („egyszer mondott”) fogalomtól. A hapax okozhat értelmezési problémákat, de jelenthet pótolhatatlan, egyszer előforduló nyelvemléket is, bár ez utóbbi esetben is óvatosan kezelendő, mert ha ez az egy előfordulás bármilyen okból hibás, teljes etimológiai sorozatokat vezethet félre. Hapaxokat alkothatnak költők, írók is, ezek azonban szándékosak.
Jó példa erre Petőfi Sándor Szeptember végén című művében a lángsugarú nyár jelzős szerkezet.